# Schwäbisch Hall (stad)
Schwäbisch Hall of kortweg Hall is een gemeente in de Duitse deelstaat Baden-Württemberg en hoofdplaats van de Landkreis Schwäbisch Hall. Sinds 1 oktober 1960 heeft zij het statuut van Große Kreisstadt. De stad telt 40.679 inwoners.

## Geografie
Schwäbisch Hall heeft een oppervlakte van 104,24 km² en ligt in het zuidwesten van Duitsland. Het centrum ligt in het diep uitgesneden dal van de Kocher.

Schwäbisch Hall
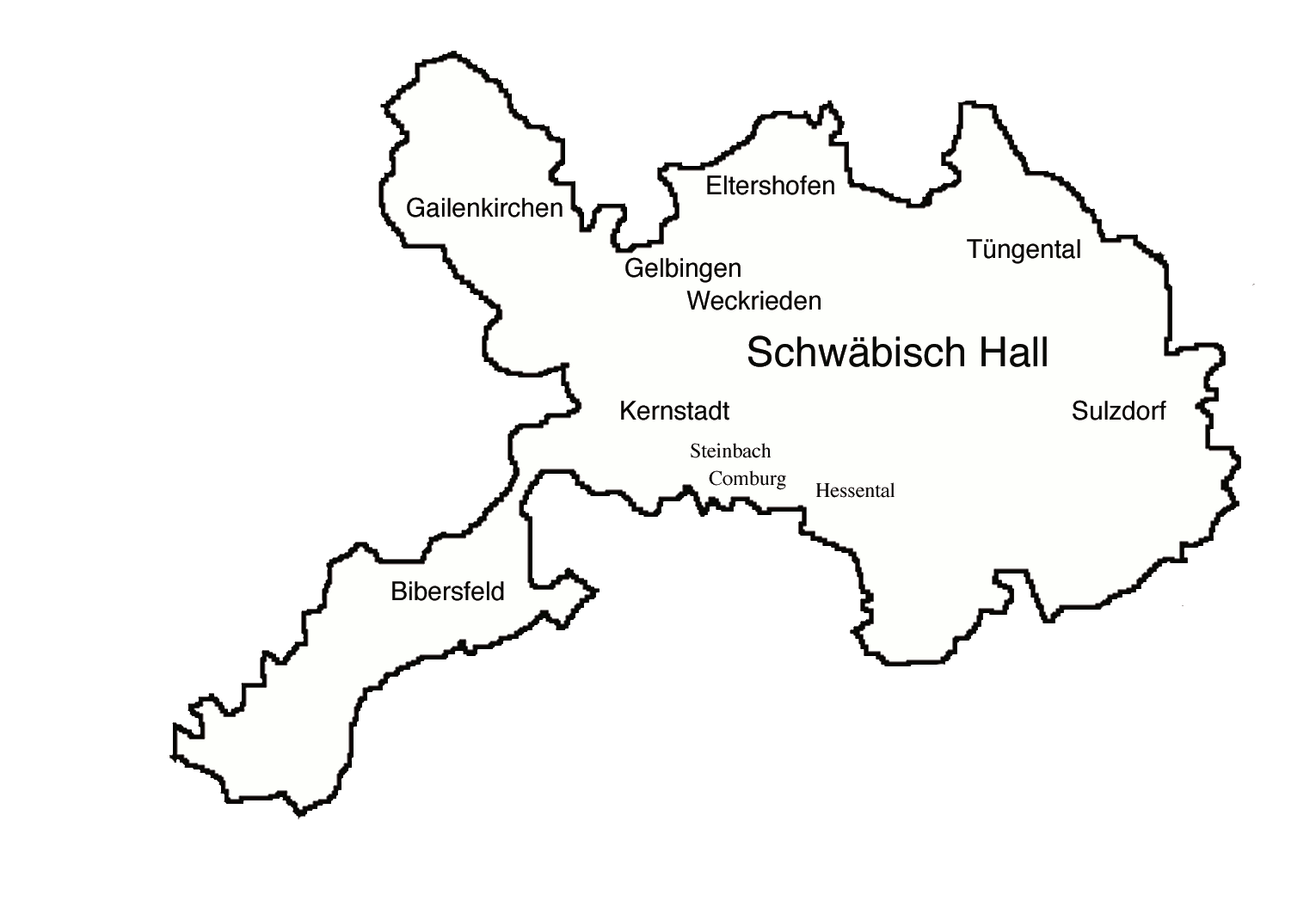
Ligging van de stadsdelen van Schwäbisch Hall
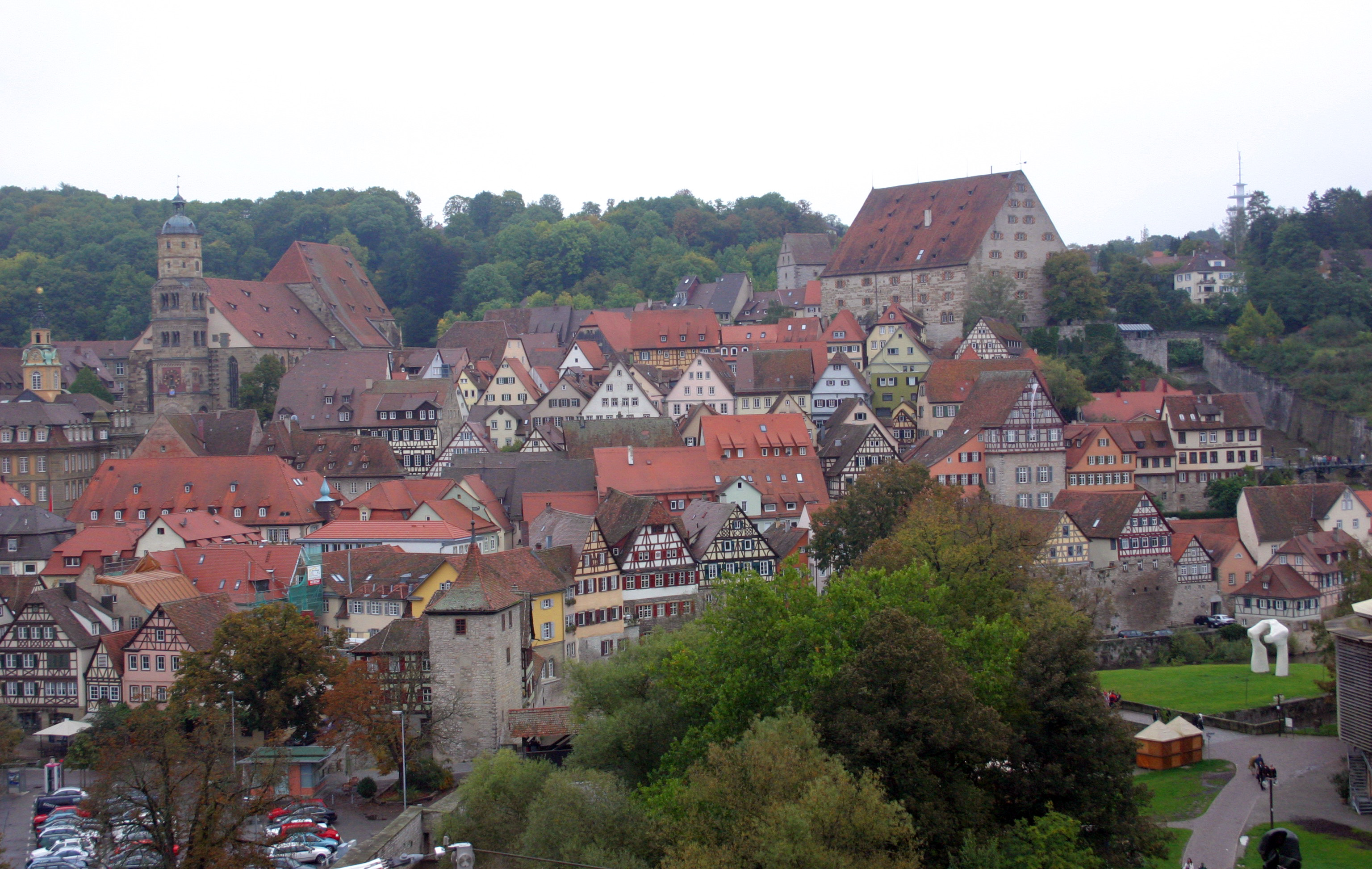
Stadsgezicht uit 2005 (1)
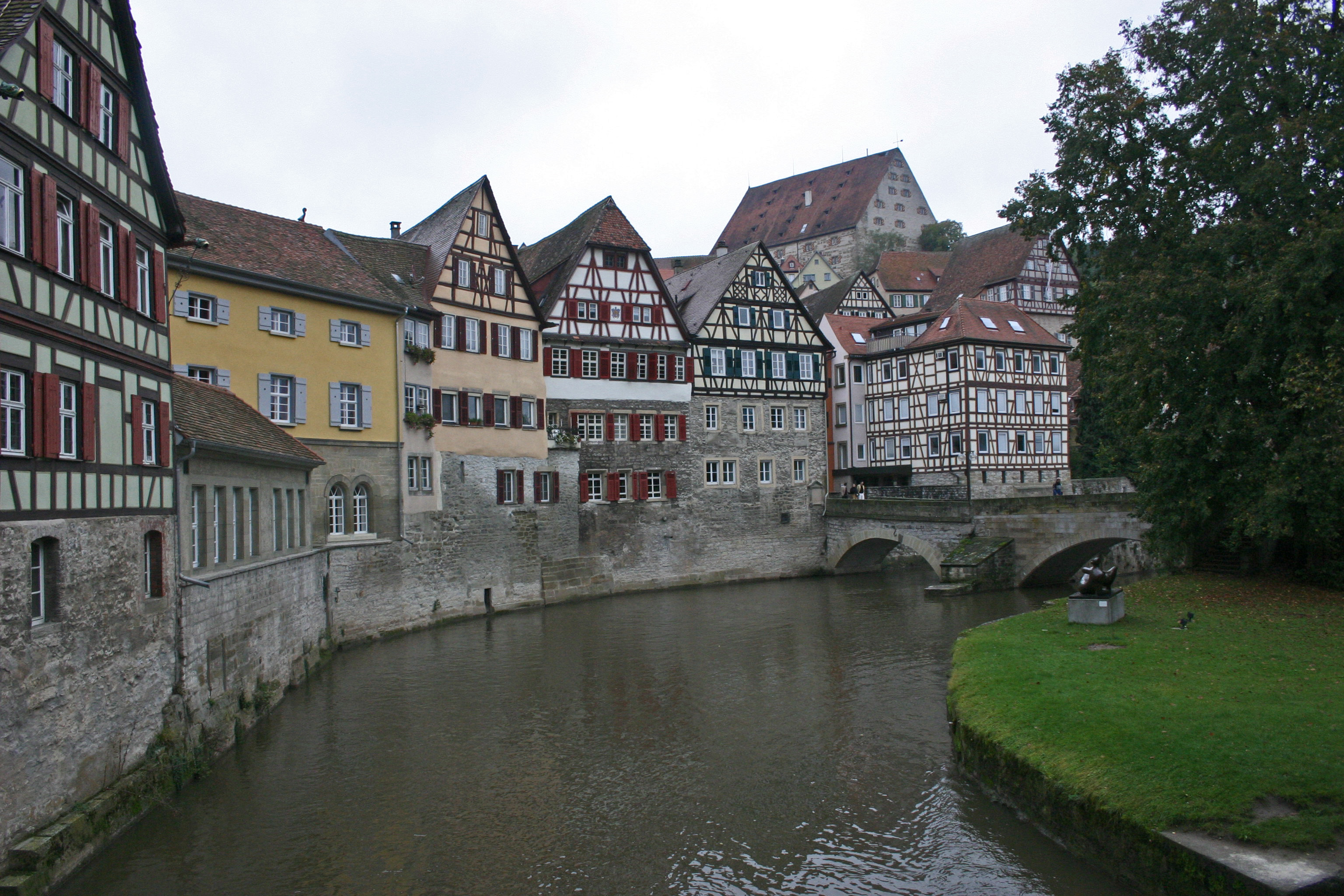
Stadsgezicht uit 2005 (2)
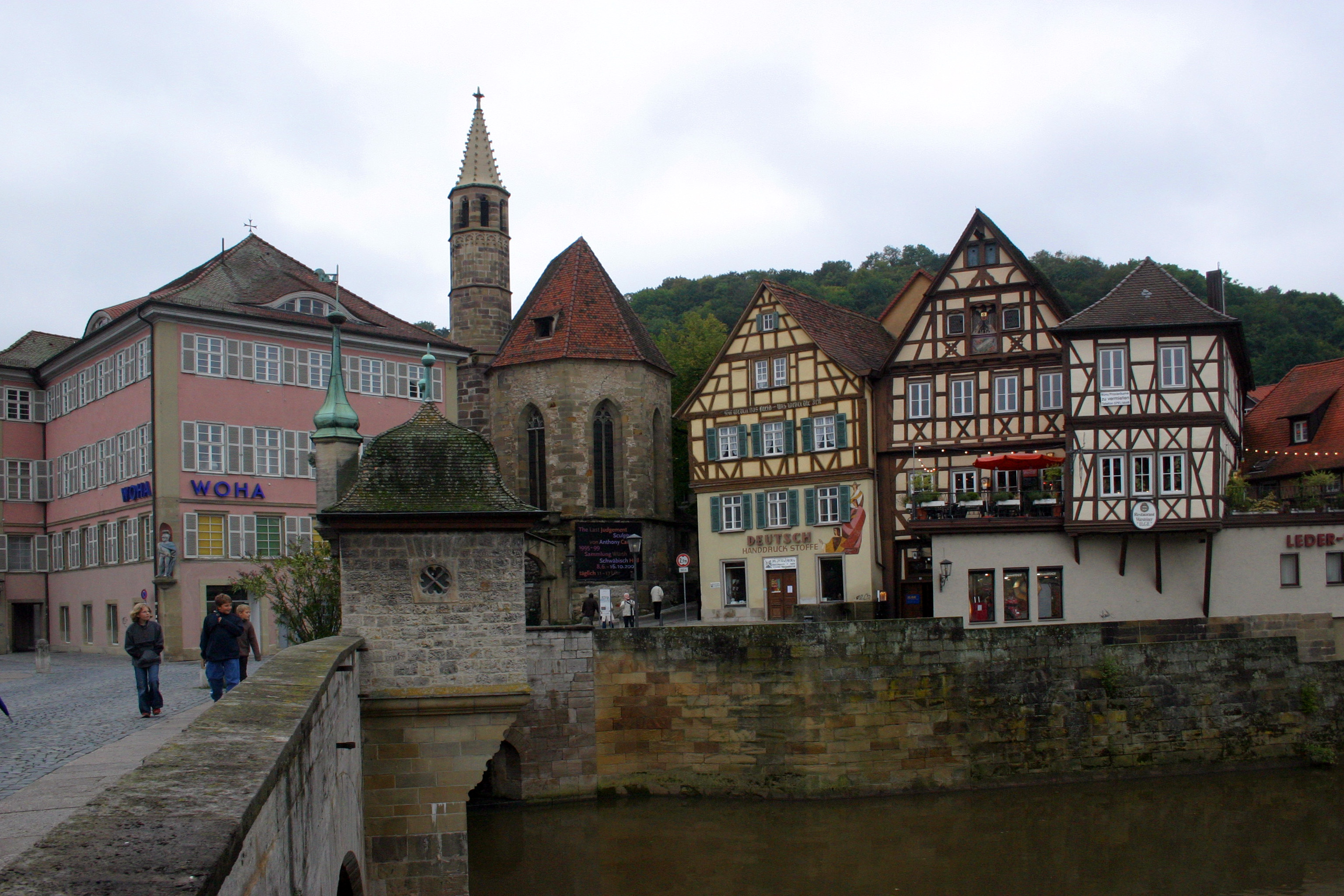
Stadsgezicht uit 2005 (brug)
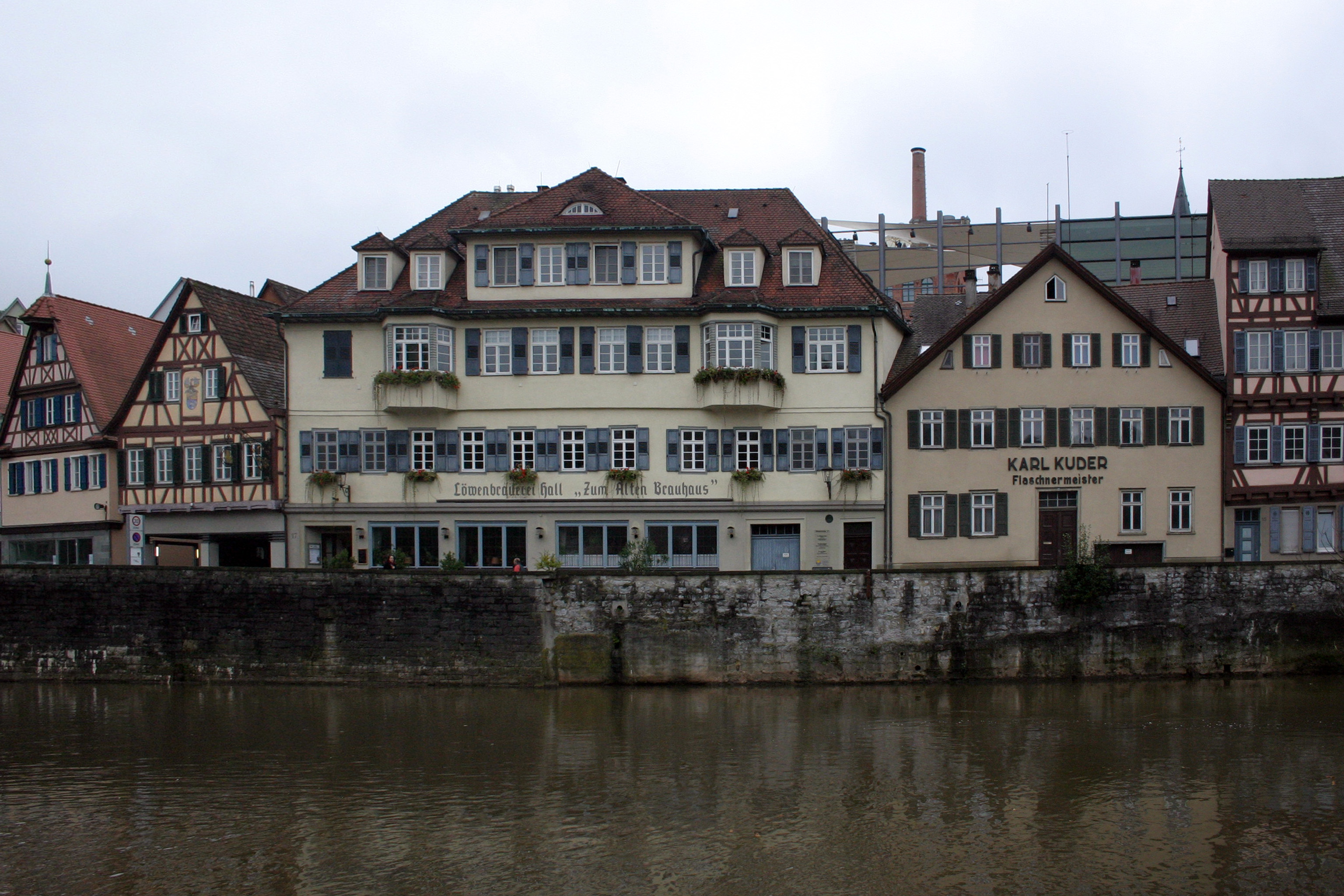
Stadsgezicht uit 2005 (Kocher Ufer, 1)
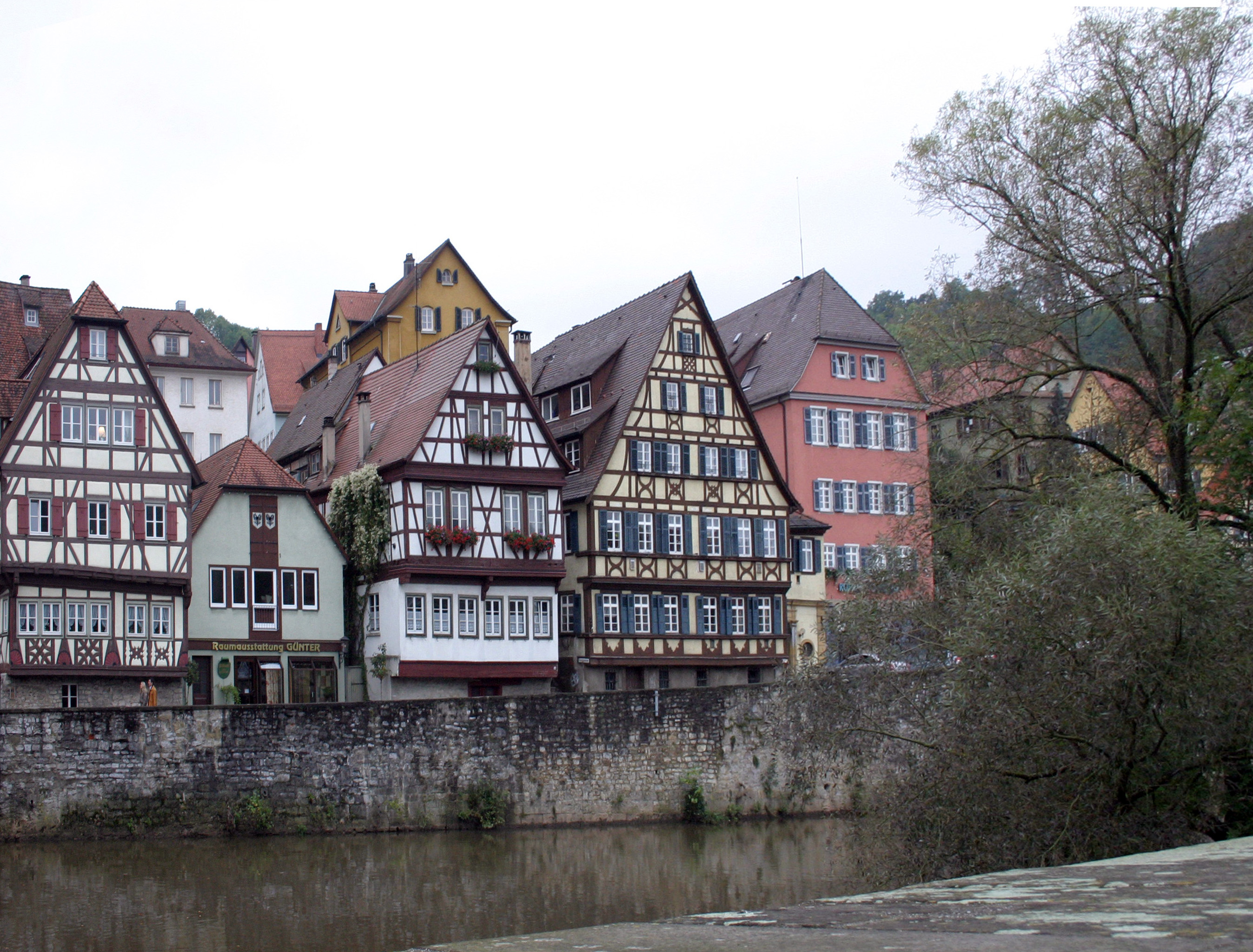
Stadsgezicht uit 2005 (Kocher Ufer, 2)
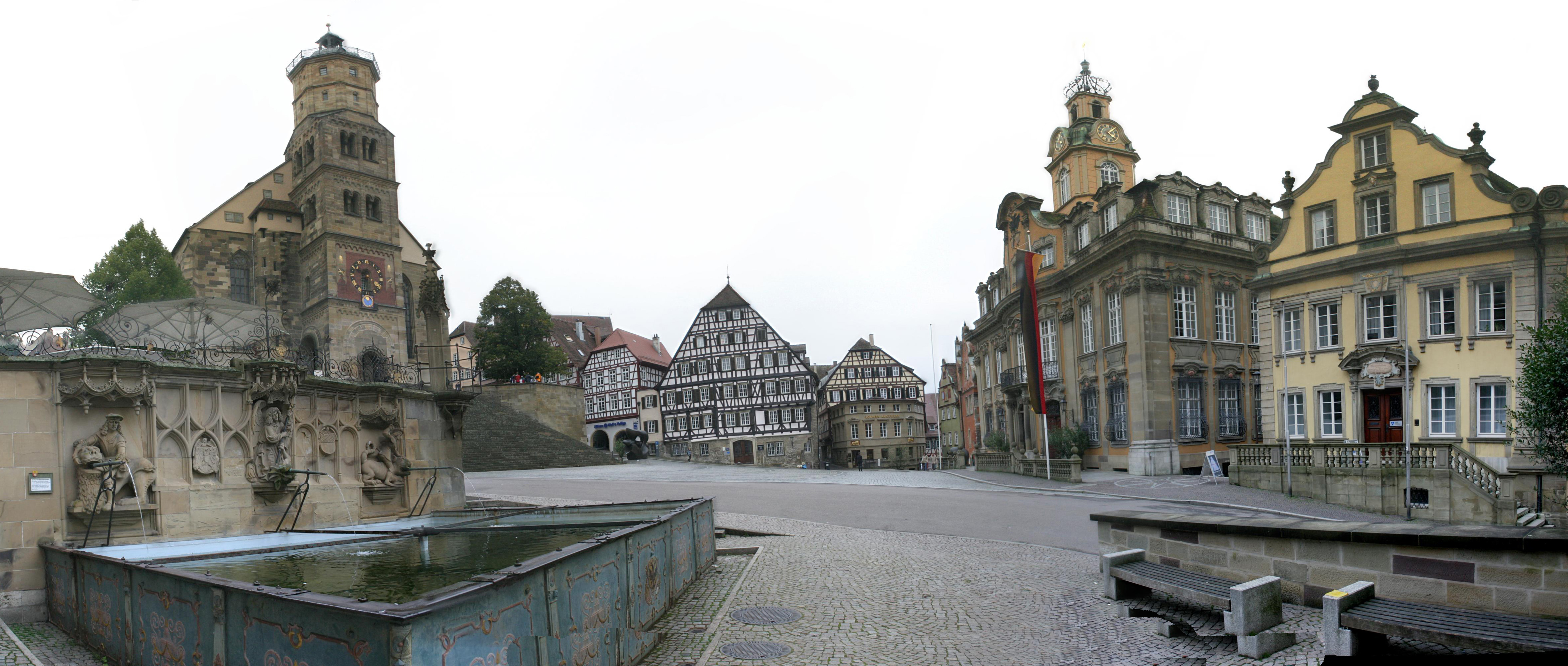
Stadsgezicht uit 2005 (Marktplatz, 1)
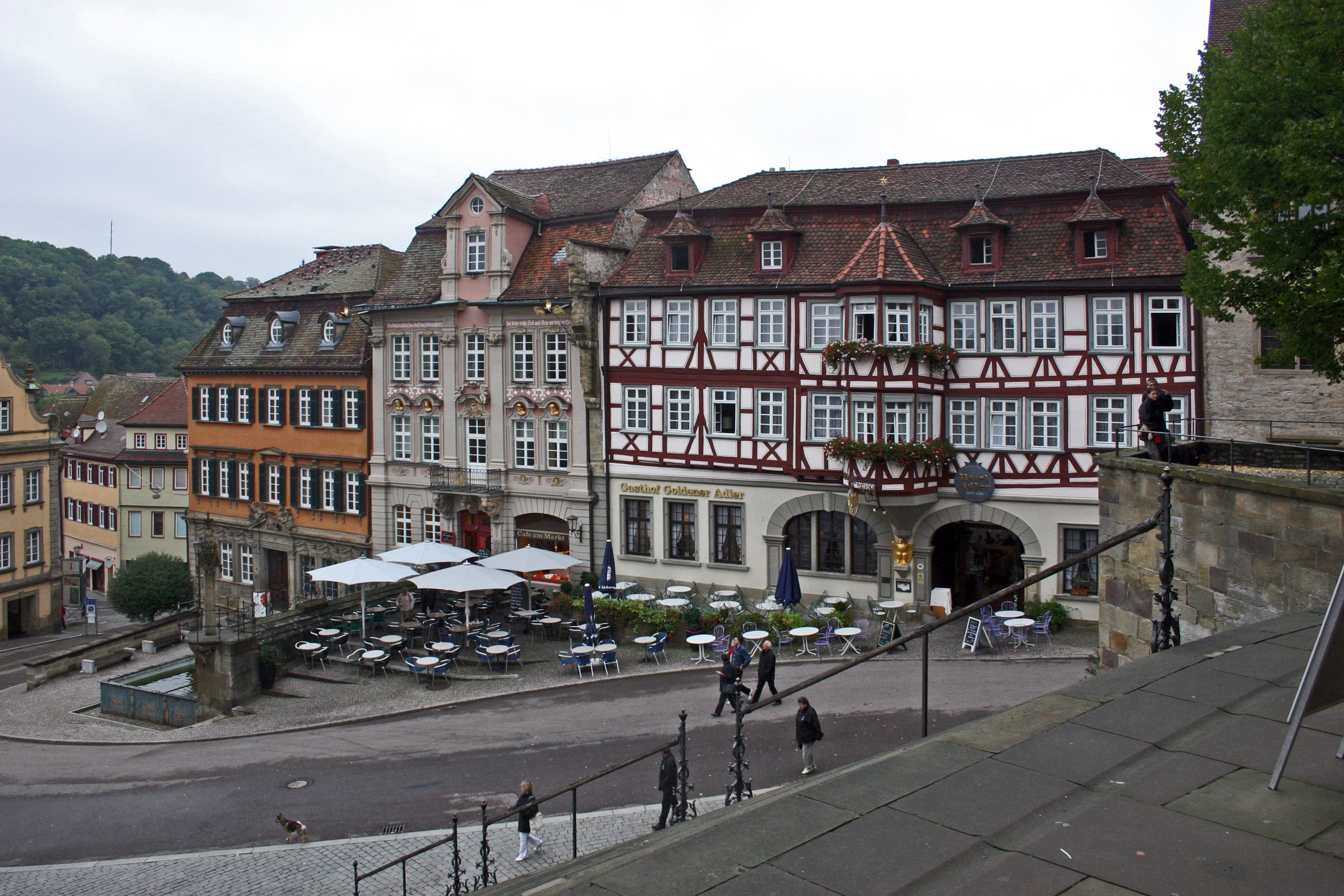
Stadsgezicht uit 2005 (Marktplatz, 2)
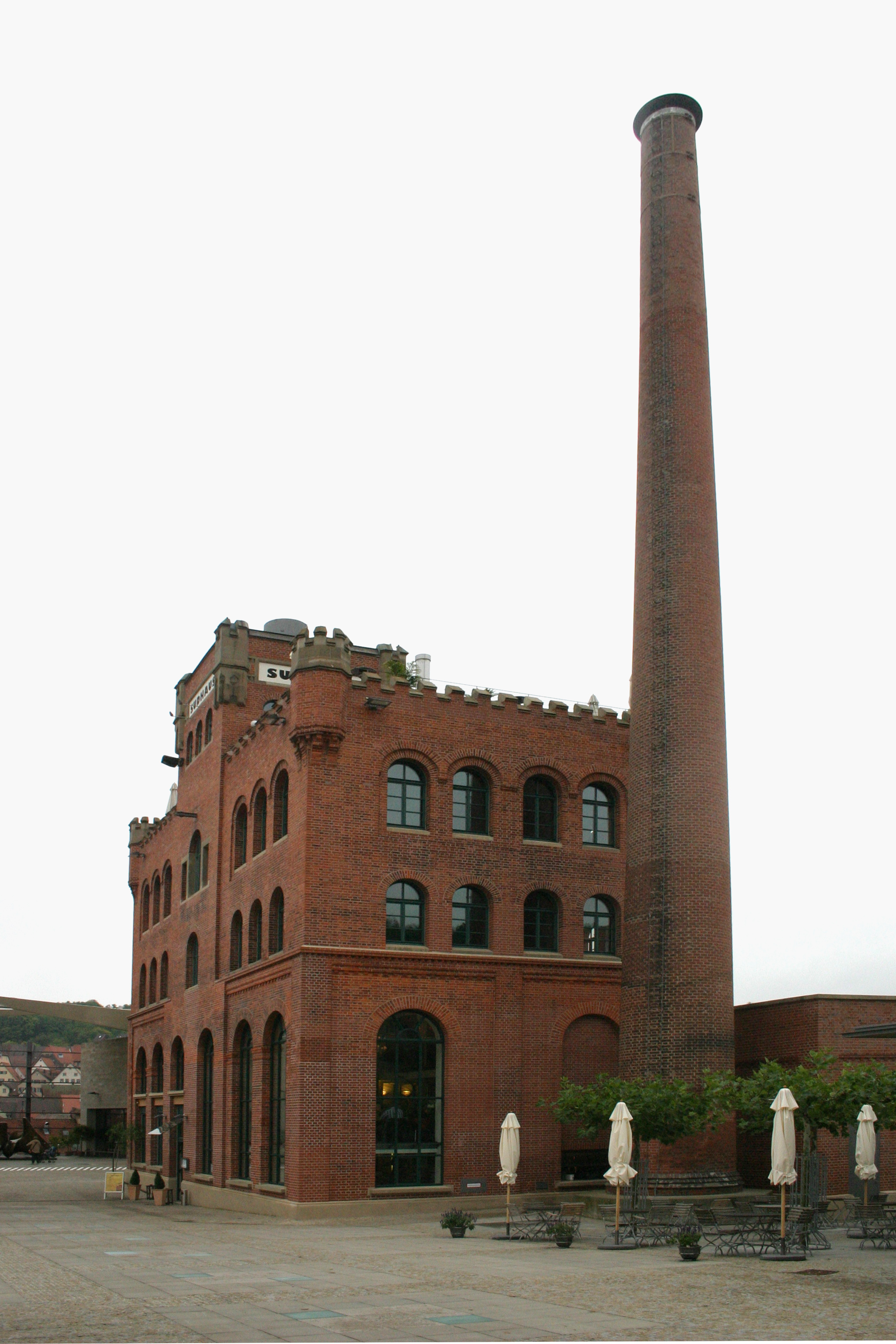
Stadsgezicht uit 2005 (Sudhaus)

## Partnersteden
- Épinal, in Frankrijk, in de Vosges, sinds 1964.
- Loughborough, in het Engelse graafschap Leicestershire, onderdeel van het district Charnwood, sinds 1966.
- Lappeenranta, (Zweeds: Villmanstrand), aan de oevers van het Saimaameer in Zuidoost-Finland en hoofdstad van de regio Zuid-Karelië, sinds 1985.
- Neustrelitz, in Duitsland in de deelstaat Mecklenburg-Voor-Pommeren, sinds 1988.
- Zamość, in het Poolse woiwodschap Lublin, sinds 1989.
- Balıkesir (stad), in Turkije, hoofdstad van de gelijknamige provincie Balıkesir, sinds november 2006.

## Cultuur
- Schwäbisch Hall is bekend om zijn openluchtopvoeringen op de trappen van de Sint-Michaelkerk.
- Op het eiland Unterwörth in de Kocher staat een geheel op het concept van het Globe Theatre gebaseerd gebouw dat hier ook Globe Theater wordt genoemd.
- De Kunsthalle Würth biedt naast de collectie van ondernemer Reinhold Würth wisselende thematentoonstellingen.
- Het Hällisch-Frankische Museum behandelt voornamelijk de lokale geschiedenis.

## Geschiedenis
Van 1280 tot 1803 had het de status van een vrije rijksstad en het recht om een eigen munteenheid te slaan, de Heller.
Blaufelden ·
Braunsbach ·
Bühlertann ·
Bühlerzell ·
Crailsheim ·
Fichtenau ·
Fichtenberg ·
Frankenhardt ·
Gaildorf ·
Gerabronn ·
Ilshofen ·
Kirchberg an der Jagst ·
Kreßberg ·
Langenburg ·
Mainhardt ·
Michelbach an der Bilz ·
Michelfeld ·
Oberrot ·
Obersontheim ·
Rosengarten ·
Rot am See ·
Satteldorf ·
Schrozberg ·
Schwäbisch Hall ·
Stimpfach ·
Sulzbach-Laufen ·
Untermünkheim ·
Vellberg ·
Wallhausen ·
Wolpertshausen